# Open Hearts
Pour plus de détails, voir Fiche technique et Distribution.
Open Hearts (Elsker dig for evigt) est un film danois réalisé par Susanne Bier et sorti en 2002. Le film porte le numéro 28 sur la liste du mouvement cinématographique Dogme95.

## Synopsis
Cecilia et Joaquim, jeune couple d'amoureux, sont sur le point de se marier quand Joaquim est renversé par une voiture. Le diagnostic des médecins est sans appel : le jeune homme restera tétraplégique. Cecilia se prépare à affronter l'avenir avec son mari paralysé. Mais ce dernier sombre dans la dépression et préfère couper les ponts. De son côté, Marie, mariée depuis quinze ans et mère de trois enfants, est rongée par un sentiment de culpabilité : elle conduisait la voiture responsable de l’accident. Elle demande alors à Niels, son mari médecin, de se rapprocher de la fiancée de Joaquim pour la soutenir dans cette épreuve...

## Fiche technique
- Titre : Open Hearts
- Titre original : Elsker dig for evigt
- Réalisation : Susanne Bier
- Scénario : Susanne Bier et Anders Thomas Jensen
- Musique : Jesper Winge Leisner
- Photographie : Morten Søborg
- Montage : Pernille Bech Christensen et Thomas Krag
- Production : Jonas Frederiksen et Vibeke Windeløv
- Société de production : Zentropa
- Pays de production :  Danemark
- Genre : Drame et romance
- Durée : 113 minutes
- Dates de sortie : 
  - Danemark : 6 septembre 2002
  - France : 2 avril 2003

## Bande originale
La bande originale du film a été chantée par la chanteuse franco-indonésienne Anggun. L'album, également intitulé Open Hearts, est paru en 2002 sous les labels de Columbia Records et Sony Music Entertainment.
La bande originale comporte neuf chansons écrites et produites par Jesper Winge Leisner et Niels Brinck, dont trois coécrites par  Anggun. Le single principal de l'album, "Open Your Heart", figurant en 51 position du classement hit-parade Norwegian Singles Chart, a été nommé aux Robert Awards de 2003 dans la catégorie Meilleure chanson.

### Titres de la bande originale
1. "Counting Down" – 3:45
2. "Open Your Heart" – 3:27
3. "Little Things" – 4:29
4. "Blue Satellite" – 3:44
5. "The End Of A Story" – 4:42
6. "Im Your Mirror" – 3:42
7. "Pray" – 4:16
8. "I Wanna Hurt You" – 3:35
9. "Naked Sleep" – 4:20
10. "I Wanna Hurt You" (Bonus Track)
11. "Open Your Heart" (Bonus Track)

## Distribution
- Sonja Richter : Cecilie
- Nikolaj Lie Kaas : Joachim
- Mads Mikkelsen : Niels
- Paprika Steen : Marie
- Stine Bjerregaard : Stine
- Birthe Neumann : Hanne
- Niels Olsen : Finn
- Ulf Pilgaard : Thomsen
- Ronnie Hiort Lorenzen : Gustav
- Pelle Bang Sørensen : Emil
- Anders Nyborg : Robert
- Ida Dwinger : Sanne
- Philip Zandén : Tommy